# RSC Anderlecht in het seizoen 1987/88
RSC Anderlecht ging in het seizoen 1987/88 op zoek naar een vierde landstitel op rij. De club nam voor het seizoen afscheid van trainer Arie Haan en nam de jonge Georges Leekens aan als zijn vervanger. Maar de nog onervaren coach kreeg het team niet onder controle, mede doordat hij - in tegenstelling tot zijn voorganger - niet kon beschikken over balgoochelaars Juan Lozano en Enzo Scifo. De Spaanse Belg revalideerde van een beenbreuk en de Italiaanse Belg ruilde Anderlecht in de zomer van 1987 in voor Internazionale. In februari 1988 zette het bestuur Leekens aan deur. De 66-jarige Raymond Goethals keerde terug naar het Astridpark, maar ook hij slaagde er niet in om met paars-wit kampioen te worden. Anderlecht sloot het seizoen af als vierde. De IJslander Arnór Guðjohnsen pakte wel de titel van topschutter.
In de beker presteerde Anderlecht wel naar behoren. Onder Goethals schakelde paars-wit in de kwartfinale Sint-Truidense VV uit met ruime cijfers. In de halve finale stond KV Mechelen op het programma. De revelatie van het seizoen 1987/88 won thuis met 2-1, maar Anderlecht zette dat recht door de terugwedstrijd met 3-1 te winnen. In de finale versloeg paars-wit rivaal Standard Luik met 2-0 na goals van Luc Nilis en Edi Krnčević. Voor het seizoen had Anderlecht ook al de supercup gewonnen na twee spannende duels tegen KV Mechelen.
In de beker bereikte paars-wit de kwartfinale, nadat het een ronde eerder Standard had uitgeschakeld na strafschoppen. In de kwartfinale bleek net als twee jaar eerder het Club Luik van trainer Robert Waseige te sterk.
Leekens loodste paars-wit in de Europacup I voorbij Malmö FF en Sparta Praag. Na zijn ontslag moest Goethals met Anderlecht aan de slag in de kwartfinale. Anderlecht nam het op tegen Benfica en verloor de heenwedstrijd in Portugal met 2-0. In de terugwedstrijd had Anderlecht niet voldoende aan een 1-0 zege.

## Spelerskern
| Naam              | Nationaliteit | Geboortedatum | Vorige club                  |
| ----------------- | ------------- | ------------- | ---------------------------- |
| Keepers           |               |               |                              |
| Jacky Munaron     | België        | 08-09-1956    | 1973-1974 FC Dinant          |
| Filip De Wilde    | België        | 05-07-1964    | 1981-1987 KSK Beveren        |
| Verdedigers       |               |               |                              |
| Henrik Andersen   | Denemarken    | 07-05-1965    | 1982 Fremad Amager           |
| Michel De Groote  | België        | 18-10-1955    | 1977-1979 Club Luik          |
| Stéphane Demol    | België        | 11-03-1966    | /                            |
| Georges Grün      | België        | 25-01-1962    | /                            |
| Stephen Keshi     | Nigeria       | 31-01-1961    | 1985-1987 KSC Lokeren        |
| Ivan Marchandise  | België        | 25-02-1967    | /                            |
| Guy Marchoul      | België        | 04-11-1965    | /                            |
| Donald Van Durme  | België        | 23-08-1967    | /                            |
| Adri van Tiggelen | Nederland     | 16-06-1957    | 1983-1986 FC Groningen       |
| Middenvelders     |               |               |                              |
| Per Frimann       | Denemarken    | 04-06-1962    | 1981 FC Kopenhagen           |
| Pier Janssen      | België        | 09-09-1956    | 1977-1985 Waterschei SV Thor |
| Juan Lozano       | Spanje        | 30-08-1955    | 1983-1985 Real Madrid        |
| Charly Musonda    | Zambia        | 22-08-1969    | 1986-1987 Cercle Brugge      |
| Guido Swinnen     | België        | 28-06-1957    | 1981-1986 Beerschot VAV      |
| Kari Ukkonen      | Finland       | 19-02-1961    | 1986-1987 KSC Lokeren        |
| Patrick Vervoort  | België        | 17-01-1965    | 1982-1987 Beerschot VAV      |
| Aanvallers        |               |               |                              |
| Arnór Guðjohnsen  | IJsland       | 30-07-1961    | 1978-1982 KSC Lokeren        |
| Edi Krnčević      | Australië     | 14-08-1960    | 1985-1986 Cercle Brugge      |
| Håkan Lindman     | Zweden        | 27-11-1961    | 1986-1987 Malmö FF           |
| Henrik Mortensen  | Denemarken    | 12-02-1968    | 1984-1985 AGF Aarhus         |
| Luc Nilis         | België        | 25-05-1967    | 1984-1986 FC Winterslag      |
| Luis Oliveira     | Brazilië      | 24-03-1969    | /                            |
| Marc Wuyts        | België        | 12-09-1967    | /                            |

### Technische staf
|                    |                         |               |                                |
| Functie            | Naam                    | Nationaliteit | Opmerking                      |
| Coach              | Raymond Goethals (foto) | België        | Vanaf 28 februari 1988.        |
| Coach              | Georges Leekens         | België        | Ontslagen op 27 februari 1988. |
| Assistent-coach    | Martin Lippens          | België        |                                |
| Kinesitherapeut    | Fernand Beeckman        | België        |                                |
| Ploegafgevaardigde | Pierre Leroy            | België        |                                |

## Resultaten
Een overzicht van de competities waaraan Anderlecht in het seizoen 1987-1988 deelnam.
| Seizoen 1987/88  | Seizoen 1987/88 | Seizoen 1987/88    |
| Competitie       | Resultaat       | Uitgeschakeld door |
| ---------------- | --------------- | ------------------ |
| Eerste klasse    | Vierde          |                    |
| Beker van België | Winnaar         | Standard Luik      |
| Supercup         | Winnaar         | KV Mechelen        |
| Europacup I      | Kwartfinale     | Benfica            |

## Uitrustingen
Shirtsponsor(s): Generale Bank

Sportmerk: adidas
| Thuis | Uit | Alternatief |

## Transfers

### Zomer
| Naam              | Nationaliteit | Van/naar                | Type        |
| ----------------- | ------------- | ----------------------- | ----------- |
| Inkomend          |               |                         |             |
| Filip De Wilde    | België        | KSK Beveren             | Gekocht     |
| Stephen Keshi     | Nigeria       | KSC Lokeren             | Gekocht     |
| Ivan Marchandise  | België        | RSC Anderlecht          | Eigen jeugd |
| Charly Musonda    | Zambia        | Cercle Brugge           | Gekocht     |
| Luis Oliveira     | Brazilië      | RSC Anderlecht          | Eigen jeugd |
| Kari Ukkonen      | Frankrijk     | KSC Lokeren             | Gekocht     |
| Donald Van Durme  | België        | RSC Anderlecht          | Eigen jeugd |
| Patrick Vervoort  | België        | Beerschot VAV           | Gekocht     |
| Uitgaand          |               |                         |             |
| Eugène Kabongo    | Zaïre         | Olympique Lyon          | Verkocht    |
| Enzo Scifo        | België        | Internazionale          | Verkocht    |
| Dirk Vekeman      | België        | Racing Jet de Bruxelles | Uitgeleend  |
| Frank Vercauteren | België        | FC Nantes               | Verkocht    |

### Winter
| Naam            | Nationaliteit | Van/naar   | Type       |
| --------------- | ------------- | ---------- | ---------- |
| Inkomend        |               |            |            |
| Håkan Lindman * | Zweden        | Malmö FF   | Gekocht    |
| Uitgaand        |               |            |            |
| Per Frimann     | Denemarken    | AGF Aarhus | Uitgeleend |

* Håkan Lindman sloot zich in november 1987 aan bij Anderlecht.

## Competitie

### Overzicht
| Speeldag  | 1 | 2 | 3 | 4 | 5 | 6 | 7  | 8  | 9  | 10 | 11 | 12 | 13 | 14 | 15 | 16 | 17 | 18 | 19 | 20 | 21 | 22 | 23 | 24 | 25 | 26 | 27 | 28 | 29 | 30 | 31 | 32 | 33 | 34 |
| --------- | - | - | - | - | - | - | -- | -- | -- | -- | -- | -- | -- | -- | -- | -- | -- | -- | -- | -- | -- | -- | -- | -- | -- | -- | -- | -- | -- | -- | -- | -- | -- | -- |
| Resultaat | w | g | g | g | w | w | w  | w  | w  | g  | g  | v  | v  | v  | g  | w  | w  | v  | w  | v  | g  | g  | v  | w  | w  | w  | w  | w  | g  | w  | w  | v  | w  | w  |
| Punten    | 2 | 3 | 4 | 5 | 7 | 9 | 11 | 13 | 15 | 16 | 17 | 17 | 17 | 17 | 18 | 20 | 22 | 22 | 24 | 24 | 25 | 26 | 26 | 28 | 30 | 32 | 34 | 36 | 37 | 39 | 41 | 43 | 43 | 45 |

### Klassement
|         |    |                         | P  | W  | G  | V  | +  | -  | DS  | Ptn |
| ------- | -- | ----------------------- | -- | -- | -- | -- | -- | -- | --- | --- |
| K       | 1  | Club Brugge KV          | 34 | 23 | 5  | 6  | 74 | 34 | 40  | 51  |
| (EC II) | 2  | KV Mechelen             | 34 | 21 | 7  | 6  | 50 | 24 | 26  | 49  |
| (UEFA)  | 3  | R. Antwerp FC           | 34 | 20 | 9  | 5  | 75 | 40 | 35  | 49  |
| (beker) | 4  | RSC Anderlecht          | 34 | 18 | 9  | 7  | 64 | 27 | 37  | 45  |
| (UEFA)  | 5  | RFC Liégeois            | 34 | 14 | 16 | 4  | 52 | 28 | 24  | 44  |
| (UEFA)  | 6  | KSV Waregem             | 34 | 16 | 7  | 11 | 50 | 43 | 7   | 39  |
|         | 7  | KSV Cercle Brugge       | 34 | 12 | 9  | 13 | 48 | 45 | 3   | 33  |
|         | 8  | R. Charleroi SC         | 34 | 11 | 10 | 13 | 39 | 48 | −9  | 32  |
|         | 9  | KV Kortrijk             | 34 | 11 | 9  | 14 | 40 | 54 | −14 | 31  |
|         | 10 | R. Standard de Liège    | 34 | 11 | 8  | 15 | 46 | 51 | −5  | 30  |
|         | 11 | K. Sint-Truidense VV    | 34 | 10 | 9  | 15 | 30 | 39 | −9  | 29  |
|         | 12 | RWD Molenbeek           | 34 | 8  | 12 | 14 | 33 | 48 | −15 | 28  |
|         | 13 | K. Beerschot VAV        | 34 | 10 | 7  | 17 | 39 | 49 | −10 | 27  |
|         | 14 | KSK Beveren             | 34 | 8  | 11 | 15 | 36 | 38 | −2  | 27  |
|         | 15 | KFC Winterslag          | 34 | 10 | 6  | 18 | 32 | 74 | −42 | 26  |
|         | 16 | KSC Lokeren             | 34 | 9  | 8  | 17 | 42 | 47 | −5  | 26  |
| D       | 17 | AA Gent                 | 34 | 8  | 9  | 17 | 34 | 60 | −26 | 25  |
| D       | 18 | Racing Jet de Bruxelles | 34 | 7  | 7  | 20 | 21 | 56 | −35 | 21  |

P: wedstrijden gespeeld, W: wedstrijden gewonnen, G: gelijke spelen, V: wedstrijden verloren, +: gescoorde doelpunten, -: doelpunten tegen, DS: doelsaldo, Ptn: totaal punten
K: kampioen, D: degradeert, (beker): bekerwinnaar, (UEFA): geplaatst voor UEFA-beker

## Afbeeldingen

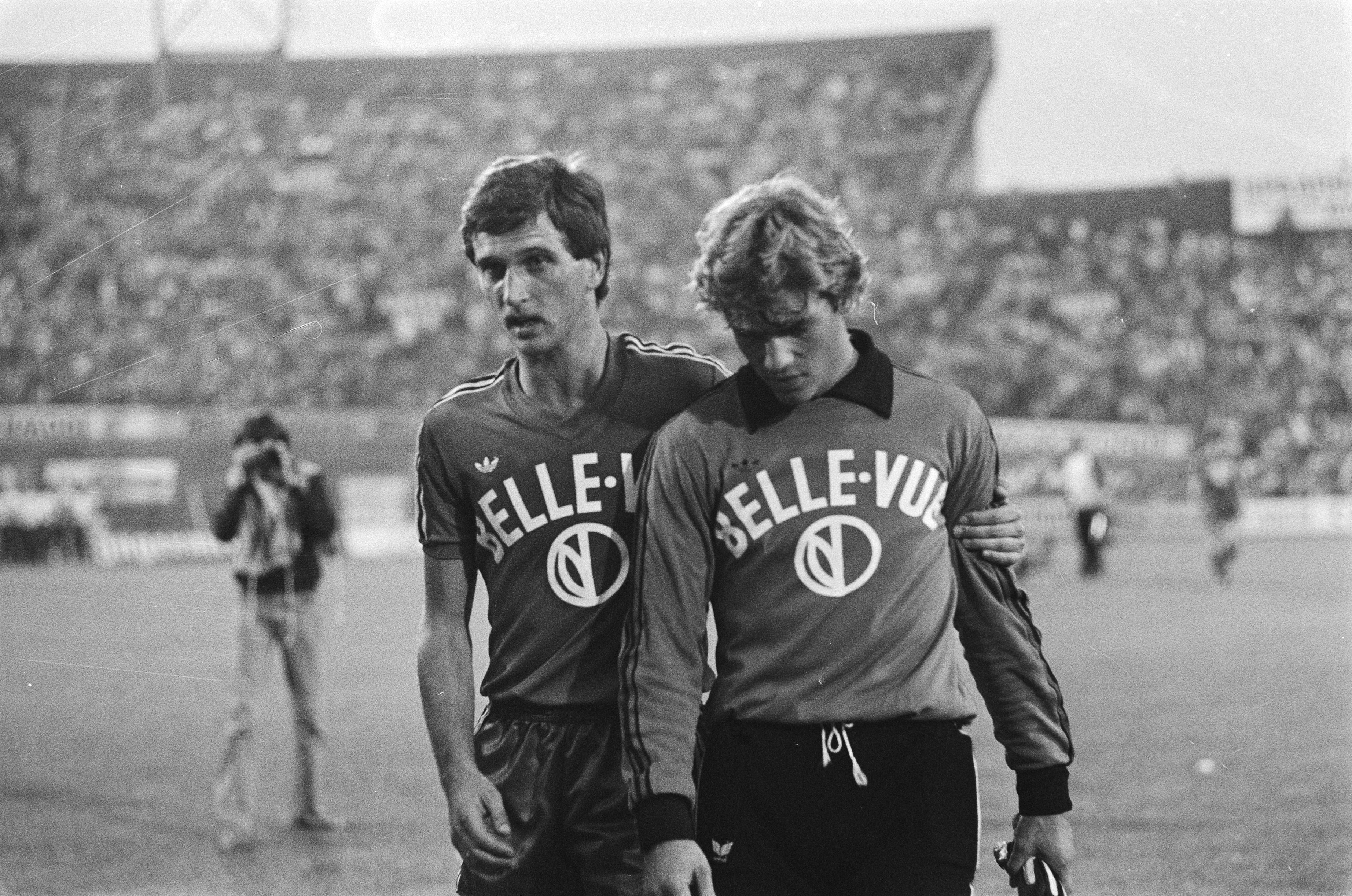
Jacky Munaron (doelman)
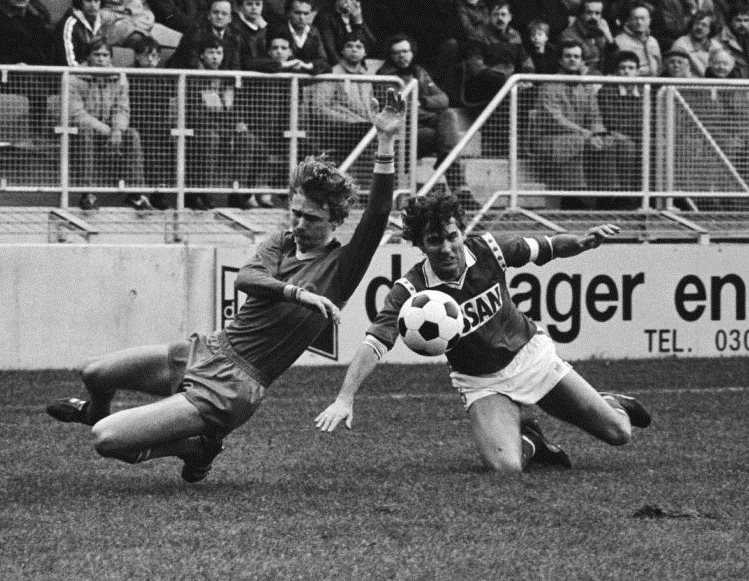
Adri van Tiggelen (verdediger)